# William Dunlap
William Dunlap (Perth Amboy, 19 febbraio 1766 – New York, 28 settembre 1839) è stato uno scrittore, storico e pittore statunitense.

## Biografia
William Dunlap fu figlio di un ufficiale e dopo essersi dedicato, da giovane, alla pittura, si avvicinò al teatro.
Tra le numerose opere di William Dunlap che ottennero successo e consenso si ricordano: The father of an only child (1789), una commedia d'ispirazione sterniana; Fontainville Abbey (1795); Ribbemond, or the feudal baron (1796); André (1798), la prima tragedia originale americana, basata sull'episodio di un ufficiale inglese arrestato mentre, in abiti civili, stava oltrepassando le linee per avviare segrete trattative con gli Yankees e quindi condannato a morte; i suoi lavori costituirono una grande innovazione per la letteratura statunitense, in quanto risultarono i primi drammi romantici realizzati in Nordamerica.
Inoltre si dedicò anche a lavori di argomento storico, tra i quali si possono menzionare: History of the American theatre (1832) e History of the rise and progress of the arts of design in the United States (2 volumi, 1834).
Partecipò alla fondazione, nel 1836, della National Academy of design e ne divenne vicepresidente, dal 1831 al 1838.

## Opere
- The father of an only child (1789);
- Fontainville Abbey (1795);
- Ribbemond, or the feudal baron (1796);
- André (1798);
- The Stranger (1798);
- The Italian Father (1799);
- False Shame (1799);
- The Virgin of the Sun (1800);
- The Glory of Columbia, Her Yeomanry (1803);
- Memoirs of George Frederick Cooke (1813);
- A Trip to Niagara (1828);
- History of the American theatre (1832);
- History of the rise and progress of the arts of design in the United States (2 volumi, 1834).